# Stephan Kirste

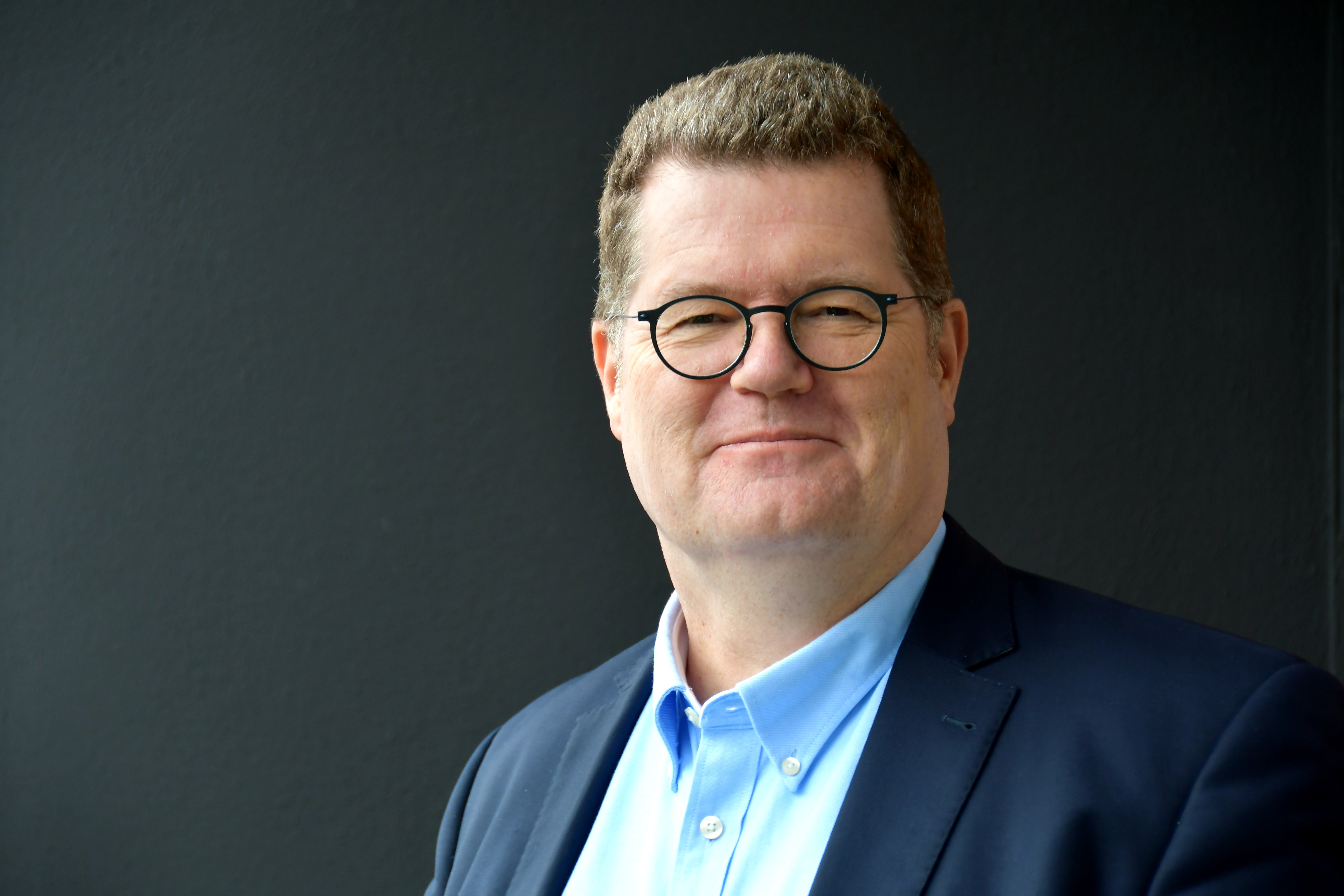
Stephan Kirste (2020)

Stephan Kirste (* 12. November 1962 in Oldenburg) ist ein deutscher Rechtswissenschaftler und ordentlicher Universitätsprofessor für Rechts- und Sozialphilosophie an der Rechtswissenschaftlichen Fakultät der Universität Salzburg. Seit 2020 ist Kirste zudem außerordentlicher Professor (Professor Colaborador) im Graduiertenprogramm an der brasilianischen Universität Pontifícia Universidade Católica do Rio Grande do Sul.

## Leben und Wirken
Nach dem Abitur studierte Stephan Kirste bis 1990 Rechtswissenschaften an der Universität Regensburg und Neuere und Neueste Geschichte sowie Philosophie an der Universität Freiburg im Breisgau. Das Rechtsreferendariat am Landgericht Freiburg im Breisgau schloss er 1994 mit der Zweiten Juristischen Staatsprüfung ab.
Seit dem Abschluss seines rechtswissenschaftlichen Studiums war er als wissenschaftlicher Angestellter sowohl an der Universität Freiburg im Breisgau als auch an der Universität Jena tätig. In Freiburg wurde Kirste 1997 mit einer rechtsphilosophischen Dissertation zum Thema „Die Zeitlichkeit des positiven Rechts und die Geschichtlichkeit des Rechtsbewußtseins“ bei Alexander Hollerbach promoviert. Im Anschluss setzte er seine Tätigkeit als wissenschaftlicher Angestellter und später als wissenschaftlicher Assistent an der Universität Heidelberg am Lehrstuhl von Winfried Brugger fort. 2004 hat er sich dort auf der Grundlage der Schrift „Theorie der Körperschaft des öffentlichen Rechts – verwaltungsgeschichtliche, organisationstheoretische und verwaltungsorganisationsrechtliche Aspekte“ habilitiert. Er erhielt die Lehrberechtigung für Öffentliches Recht, Rechtsphilosophie, Verfassungsgeschichte der Neuzeit und Rechtssoziologie. Im Anschluss war er zunächst als Hochschuldozent an der Universität Heidelberg tätig und vertrat einige Lehrstühle an verschiedenen deutschen Universitäten.
Im Jahr 2009 erhielt er einen Ruf auf eine Professur für Öffentliches Recht, Europarecht und Rechtsphilosophie an der Andrássy Universität Budapest, in deren Universitätsrat er seit 2018 weiter mitwirkt. Seit März 2012 ist Kirste als ordentlicher Universitätsprofessor an der Universität Salzburg tätig. Zudem hat er seit 2020 eine außerordentliche Professur an der brasilianischen Pontifícia Universidade Católica do Rio Grande do Sul inne. Wiederholt war er als Gastprofessor an verschiedenen Universitäten in Brasilien und den USA tätig.
Stephan Kirste ist Mitbegründer des Arbeitskreises Ideengeschichte in der Deutschen Sektion der Internationalen Vereinigung für Rechts- und Staatsphilosophie (IVR). Zwischen 2010 und 2018 war Kirste Präsident dieser Sektion. Seit 2011 ist er Mitglied des Advisory Boards der Europäischen Akademie für Rechtstheorie. Weiterhin ist er Mitglied der Ethikkommissionen der Universität Salzburg und des Landes Salzburg.
Stephan Kirstes Forschungsschwerpunkte innerhalb der Rechts- und Sozialphilosophie liegen im Erfordernis einer interdisziplinären Ausrichtung der Rechtswissenschaft. Zur Rechtstheorie hat er u. a. mit Untersuchungen zu Begriff und Geltung und zur Zeitlichkeit des Rechts beigetragen. Im Bereich der Rechtsethik analysiert er den Zusammenhang von Gerechtigkeit, Menschenwürde, Freiheit und Gemeinwohl. In der Medizinethik hat er auf verschiedene Gefahren für die Selbstbestimmung des Menschen insbesondere durch die verschiedenen Spielarten des Rechtspaternalismus hingewiesen. Wichtigstes publizistisches Projekt ist die „Encyclopedia for the Philosophy of Law and Social Philosophy“, die er zusammen mit Mortimer Sellers als Chief Editor im Auftrag der IVR bei Springer herausgibt.
Er war außerdem Gastprofessor an der University of Virginia in Charlottesville – UVA (USA) und an der McGeorge School of Law – The University of the Pacific in Sacramento (USA).

## Schriften (Auswahl)
- Die Zeitlichkeit des positiven Rechts und die Geschichtlichkeit des Rechtsbewußtseins, Duncker & Humblot, Berlin 1998, ISBN 3-428-09318-6.
- Interdisziplinarität in den Rechtswissenschaften, Duncker & Humblot, Berlin 2016, ISBN 978-3-428-54823-1 Leseprobe
- Theorie der Körperschaft des öffentlichen Rechts – verwaltungsgeschichtliche, organisationstheoretische und verwaltungsorganisationsrechtliche Aspekte, heiBOOKS, Heidelberg 2017, ISBN 978-3-946531-62-3.
- Introdução à Filosofia do Direito, 2. Auflage, Editora D'Plácido, Belo Horizonte 2018, ISBN 978-85-60519-32-3.
- Rechtsphilosophie: Einführung. Academia Verlag, Baden-Baden 2020, ISBN 978-3-89665-877-7, doi:10.5771/9783896658777 (nomos-elibrary.de).
- mit Mortimer Sellers (Hrsg.): Encyclopedia of the Philosophy of Law and Social Philosophy. Springer Netherlands, Dordrecht 2020, ISBN 978-94-007-6730-0, doi:10.1007/978-94-007-6730-0 (springer.com).
- Mônia Clarissa Hennig Leal, Rosana Helena Maas, Stephan Kirste: Direitos (Fundamentais) Sociais e sua Justiciabilidade: Brasil, Alemanha, Áustria. Curitiba. ISBN 978-65-5765-087-5, 2021.
- Encyclopedia for the Philosophy of Law and Social Philosophy. Volume 1: A-D. Hrsg. v. Sellers, Mortimer und Kirste, Stephan. Cham: Springer International Publishing (Springer Nature, Reference) 2023.
- Handbook of the History of the Philosophy of Law and Social Philosophy. Volume 1: From Plato to Rousseau. Hrsg. v. Zanetti, Gianfrancesco; Sellers, Mortimer; Kirste, Stephan. Cham: Springer International Publishing; Imprint Springer (Studies in the History of Law and Justice, 22) 2023.
- Rechtsphilosophie. Einführung. 3. Auflage Baden-Baden (NOMOS-Academia) 2023, ISBN 978-3- 89665-876-0.